# 12366 Luisapla
12366 Luisapla este un asteroid din centura principală, descoperit pe 8 februarie 1994 de Orlando Naranjo.